# 石関賢太郎
石関 賢太郎（いしぜき けんたろう、1977年4月28日 - ）は、日本の元子役。

## 来歴・人物
- 劇団日本児童に所属していた。
- 80年代 - 90年代初頭にかけて子役として活躍。
- 東映の特撮作品と接点が深く、中でも『超獣戦隊ライブマン』(少年王ビアス役)や『宇宙刑事ギャバン』(主人公・一条寺烈の幼少期役)を含め、合計7作品に出演している。その他、『教師びんびん物語Ⅱ』の生徒役等で知られる。

## 出演作品

### テレビドラマ[1]
- 宇宙刑事ギャバン 第11話・第43話（ANB, 1982年6月4日・1983年2月18日）- 幼少期の一条寺烈 役
- 刑事ヨロシク 第7話（TBS, 1982年7月18日）
- ゴールデンワイド劇場「妻の復讐」（ANB, 1982年7月19日）- 安西優介 役
- あんちゃん 第2話（NTV, 1982年10月30日）
- 超電子バイオマン 第20話（ANB, 1984年6月16日）- ケンタロウ 役
- 姑は嫁を殺したか（CX, 1984年11月2日）
- 超新星フラッシュマン 第24話（ANB, 1986年8月16日）- カズオ 役
- 時空戦士スピルバン 第34話（ANB, 1986年12月22日）- エイイチ 役
- 母さんと呼びたい（TBS, 1987年）
- 仮面ライダーBLACK 第5話・第38話（MBS, 1987年11月1日・1988年7月3日）- 高梨守・直人 役
- 武田信玄（NHK, 1988年）- 太郎(武田義信の幼少期) 役
- 血の海（ANB, 1988年1月30日）
- 超獣戦隊ライブマン 第48話・第49話（ANB, 1989年2月11日・2月18日）- 少年王ビアス 役
- 教師びんびん物語Ⅱ（CX, 1989年4月3日 - 6月26日）- 石関 賢太郎 役
- 地球戦隊ファイブマン 第40話（1990年11月30日）- まなぶ 役
- 暗黒山荘（KTV, 1991年1月14日 - 1月18日）

### 映画
- ありがとうハーナ（1989年）[2]